# Procecidochares polita
Procecidochares polita är en tvåvingeart som först beskrevs av Friedrich Hermann Loew 1862.  Procecidochares polita ingår i släktet Procecidochares och familjen borrflugor. Inga underarter finns listade i Catalogue of Life.